# ビュート・ハウス
ビュート・ハウス (英: Bute House、スコットランド・ゲール語: Taigh Bhòid [tʰɤj b̊ɔːd̊ʲ]) は、スコットランドの首都エディンバラのシャーロット・スクウェア  にあるスコットランド首相官邸である。スクウェア北側の中心的な邸宅で、設計はロバート・アダムである。4階建ての建物には、閣議室・事務所・会議室・応接室・ドローイング・ルーム  ・ダイニングルームがあり、そこで首相が執務をし、閣僚達や来訪者・来賓を受け入れ楽しませる。スコットランド議会があるホーリールード (英語版) と、スコットランド政府が本部を置くセント・アンドリュース・ハウス (英語版) の2拠点と同様に、首相が使用する小さなオフィスも設けられている  。2階と3階には首相の住居がある。
ビュート・ハウスは1966年に第6代ビュート侯爵ジョン・クライトン＝ステュアート (英語版) によりナショナル・トラスト・スコットランド (英語版) に譲渡された。その後、1970年から1999年までスコットランド大臣の公邸として使われ、1999年からは首相官邸として使われている  。官邸としての役割を果たすだけでなく、メディアに対する会見やブリーフィング (状況説明) 、閣議の開催や閣僚への任命など、ビュート・ハウスは首相により頻繁に利用されている  。

## 歴史

### 初期の所有者達

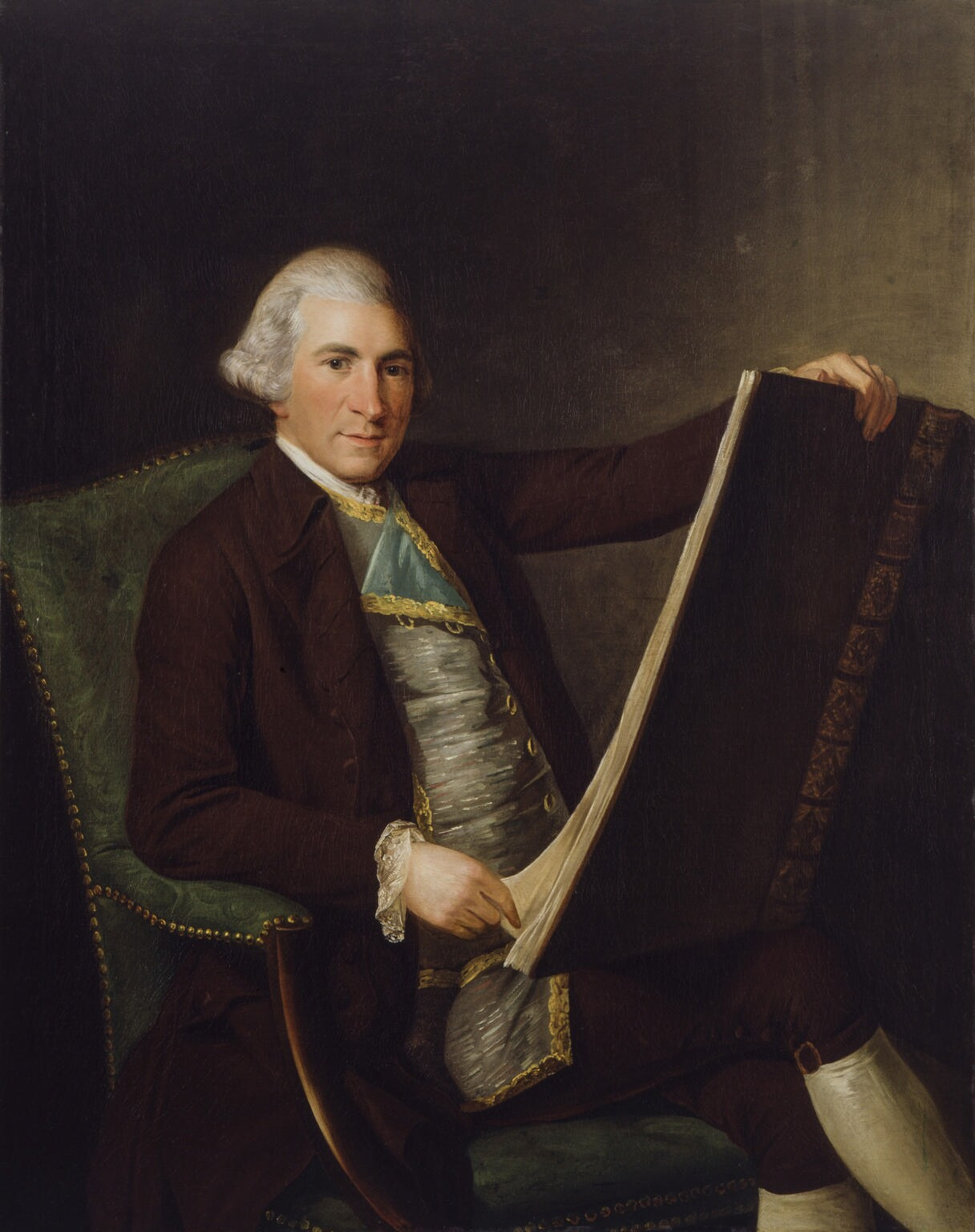
ロバート・アダム
1770年頃

エディンバラ新市街のシャーロット・スクウェア一帯はロバート・アダムにより設計された。市長 (ロード・プロヴォスト) と議会は1791年、アダムに、エディンバラの最初の新市街地の素晴らしい象徴としての、スクウェアの図面を描くように依頼した。しかしアダムは翌1792年に死去したため、完成した設計図の施工は他の人が行った。スクウェアの北側が最初建設され、それはアダムの意向に沿ったものだった。
現在ビュート・ハウスが建っている敷地は、1792年公売により、製靴職人であり、エディンバラの議会の主要メンバーでディーコン・コンベナー  だったオーランド・ハートに290ポンドで売却されたものである:162 :3 。1806年、準男爵ジョン・シンクレア (英語版) は、シャーロット・スクウェア6番に新しく完成した邸宅を2,950ポンドで購入した :162:3 。シンクレアはホイッグ党の政治家で、金融と農業に関する著述家だった。彼はまた"スコットランド統計研究" (Statistical Accounts of Scotland) (英語版) 初版の編集も担当した。1816年、シンクレアは邸宅をウィリアム・ガブリエル・デイヴィ中佐 (英語版) に売却した :162:154 。

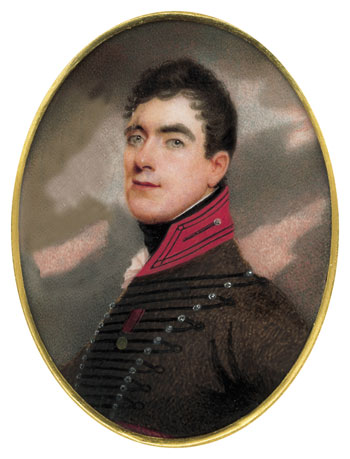
ウィリアム・ガブリエル・デイヴィ
1820年頃

1818年5月、邸宅はデイヴィからバスビーのヘンリー・リッチーに売却された。リッチーはグラスゴーの実業家で、シスル銀行の共同経営者であり、ラナークシャー、エアシャー  の地主だった。リッチーは1825年5月にその邸宅を、ホテルオーナーでワイン醸造業者のチャールズ・オーマンに売却した :162 。オーマンはケイスネス出身で、数十年にわたってエディンバラの複数のホテルやコーヒーハウスを所有していて、その邸宅を購入するまでその中にはワーテルローのワーテルロー・ホテルも含まれていた :283 。オーマンは新しいタウンハウスを "オーマン・ホテル" に改装した。ホテルの名が刻まれた装飾品が、今日もなおビュート・ハウスの正面玄関の上の外壁に残されている 。
1826年8月オーマンは死去し、ホテルの運営は未亡人のグレース・オーマン夫人 (旧姓：バーンズ) が引き継いだ。1832年、フランス国王シャルル10世が、2度目のエディンバラへの亡命の際、一時期オーマン・ホテルに滞在した :163:154 。1845年にグレースが死去し、ホテルは相続人であるカモ (英語版) のアレクサンダー・キャンベルに承継された。彼は1867年、様々な改築や増築をデヴィッド・リンド (英語版) に依頼し、1887年に死ぬまで家族とともにそこに住んでいた :163 。邸宅の次の所有者は準男爵ミッチェル・ミッチェル＝トムソン (英語版) で、彼はその後30年間居宅とした。家業である木材業の共同経営者で、スコットランド銀行の役員でもあり、また1897年から1900年までエディンバラ市長 (ロード・プロヴォスト) を務めた。1889年ミッチェル＝トマソンは、邸宅にさらなる改装を行うためトマス・リードベターを雇用した:163:7:154 。

### ビュート家

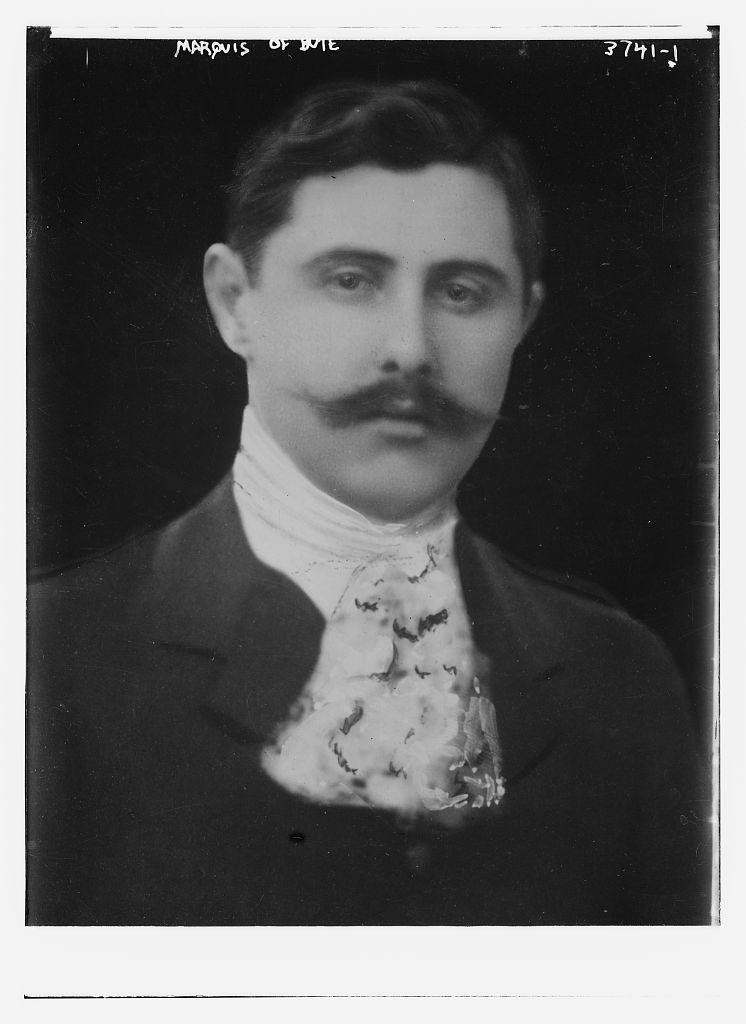
第4代ビュート侯爵
ジョン・クライトン＝ステュアート (英語版)
1915年頃

第4代ビュート侯爵ジョン・クライトン＝ステュアート (英語版) は、スコットランドの景観を快適なものとすることに強い熱意を持っており、1900年代初めからシャーロット・スクウェア北側の主要な邸宅を買収し始めた。それは、19世紀に行われた明かり窓の追加や2階   の窓のサイズ比率の変更などで損なわれていた、アダム元来の設計を復元することを意図して進められた :3 。ビュート候は最初1903年にシャーロット・スクウェア5番の邸宅を購入し、豪華な"アダム復興様式" (英語版) で内装を完全に修復した。それにより邸宅はアンティーク建具を備えた主室を持つ、ビュート家のエディンバラでのタウンハウスとして機能するものとなった。彼は1922年に6番、そして1927年に7番の邸宅を取得した :163 。ビュート候のシャーロット・スクウェアに対する情熱は、エディンバラ市当局により、1930年のエディンバラ都市計画基本令 (Edinburgh Town Planning (Charlotte Square) Scheme Order) に繋がる1925年スコットランド都市計画法 (Town Planning (Scotland) Act 1925) の中で言及された。ビュート家はその後スクウェア5番の邸宅を、その調度品等の多くの内容物も含めて、隣の6番の敷地に移した :3 。
1966年5月、イギリス財務省は1956年に死去した第5代侯爵 (英語版) の財産に係る相続税 (英語版) の支払いの一部の代わりとして、シャーロット・スクウェア5番、6番、および7番の財産を受け入れることを承諾した。3つの邸宅は、歴史的建造物や重要な自然の景勝地を保存するために設立された慈善団体である、ナショナル・トラスト・スコットランド (英語版) の所有となり、同社は6番の邸宅を、スコットランド大臣がエディンバラでの住居とすることができ、重要な来賓を受け入れて楽しませることができる公邸として、それを管理する新しい信託 (Trust) に貸与することを提案した。ビュート・ハウス・トラストはこの提案を実現するために、1966年に設立された  。トラストは改築と修繕、家具の購入等のために4万ポンドを調達した。内装のデザインと配色は、ヴィクトリア・ウィームスとコリン・マックウィリアム (英語版) が担当した。資金はひっ迫していたため、ビュート・ハウスの内装の改修にはローンが利用された。

### 公邸・官邸としての利用
1970年以降、ビュート・ハウスは、以前の所有者がその隣接する2つの邸宅とともにナショナル・トラスト・スコットランドに譲渡した後、改装され、ウェストミンスター  でスコットランドに関する事項を所管するイギリス政府の大臣であるスコットランド大臣の、エディンバラにおける邸宅となり、大臣は1999年のスコットランド議会への権限移譲まで居住者であった。
1999年に実施されたスコットランドへの権限移譲に伴い、ビュート・ハウスはスコットランド首相の官邸となり、また毎週スコットランド政府の閣議が開催されることとなった。これは以前はスコットランド大臣が所管していた事項である。首相が各閣僚を出迎え、レセプションが開催され記者会見が行われる。建物内にはオフィスと同じようなプライベートスペースがあり、キッチンや宿泊施設も備えている。そしてそこでは、イギリス首相がダウニング街10番地で行うのと同様、スコットランド首相による記者会見や、閣僚の任命・罷免が行われる。

## 部屋と施設

### 正面ドアと玄関

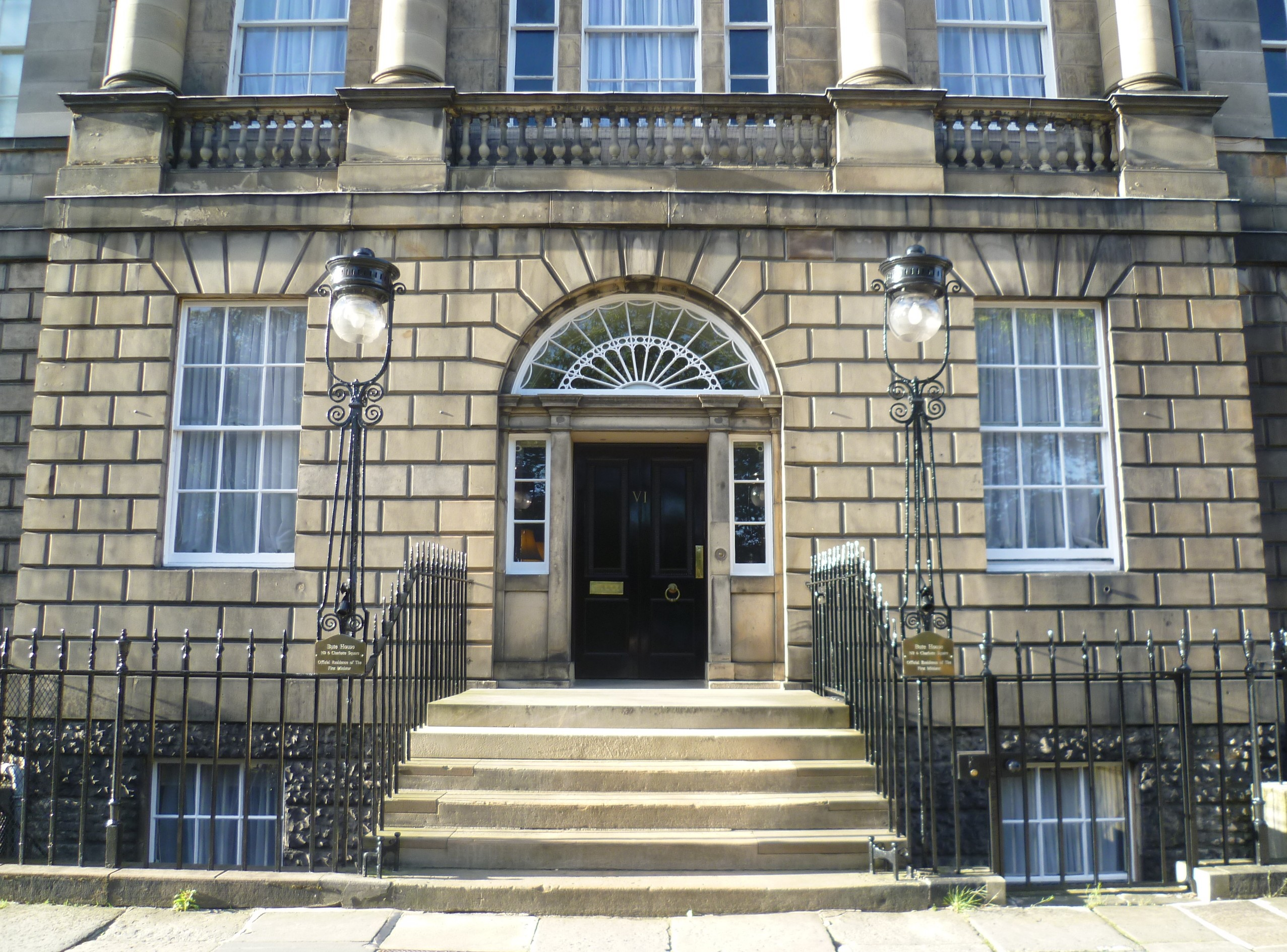
正面玄関

ビュート・ハウスは中央に正面ドアがある点において、エディンバラ新市街では珍しい :6 。新市街のほとんどの邸宅の玄関ドアは、階段と同じ側にある。しかしビュート・ハウスの中央ドアは、ロバート・アダムの邸宅の正面にとって必要な機能であった :168:6 。広くて4枚パネル式のドアは磨かれた黒色のオーク製で、ドア中央部、パネル上部には真鍮製のローマ数字 "VI" が描かれている。数字の下、パネル下部には、左側に真鍮製の郵便受け、右側に同じく真鍮製のドアノッカー  がついている。ドアは小さな窓に囲まれ、扇形の明かり窓 (fanlight) で飾られている。黒い鉄製のフェンスが、邸宅の玄関ドアに続く6段の階段の両脇に設置されていて、1段目の脇でガス灯を支えている :169:5 。両方のガス灯の下には「ビュート・ハウス　シャーロット・スクウェア6番　スコットランド首相官邸」と刻まれた真鍮製の銘板が掲げられている。
ビュート・ハウスの玄関ロビーや玄関ドアの、元々の設計は不明である。現在の玄関とその装飾は、1923年に第4代ビュート侯爵のために建築家アーサー・フォーマン・バルフォア・ポール (英語版) により設計されたものである。この部分の改装の徹底ぶりは、ビュート候が承継した玄関はあまりにもヴィクトリア朝風に合わせられていたことを示唆している。
玄関は直接吹き抜け  に繋がっていないので、バルフォア・ポールは、正面ドアに面した白い大理石の歓迎用のマントルピース  を設置することで、玄関が暗く見えないようにすることにした。
玄関ホールはT字型で、暖炉の左右からアーケードが通っている。玄関ホールは、アダム復興様式 (英語版) による高度な装飾的左官仕事 (plasterwork) である円花飾りの天井や、ジョージアン様式  による八角形や四角形の磨かれたケイスネス産の岩を使った床を備えている。外の明るい太陽光と玄関ホールの暗さを調和させるために、暖炉の上にはリージェンシー様式  による凸面鏡が設置されている。東の壁には、スコットランドの芸術家ジェームズ・マッキントッシュ・パトリック (英語版) による絵画が描かれている。

### 階段

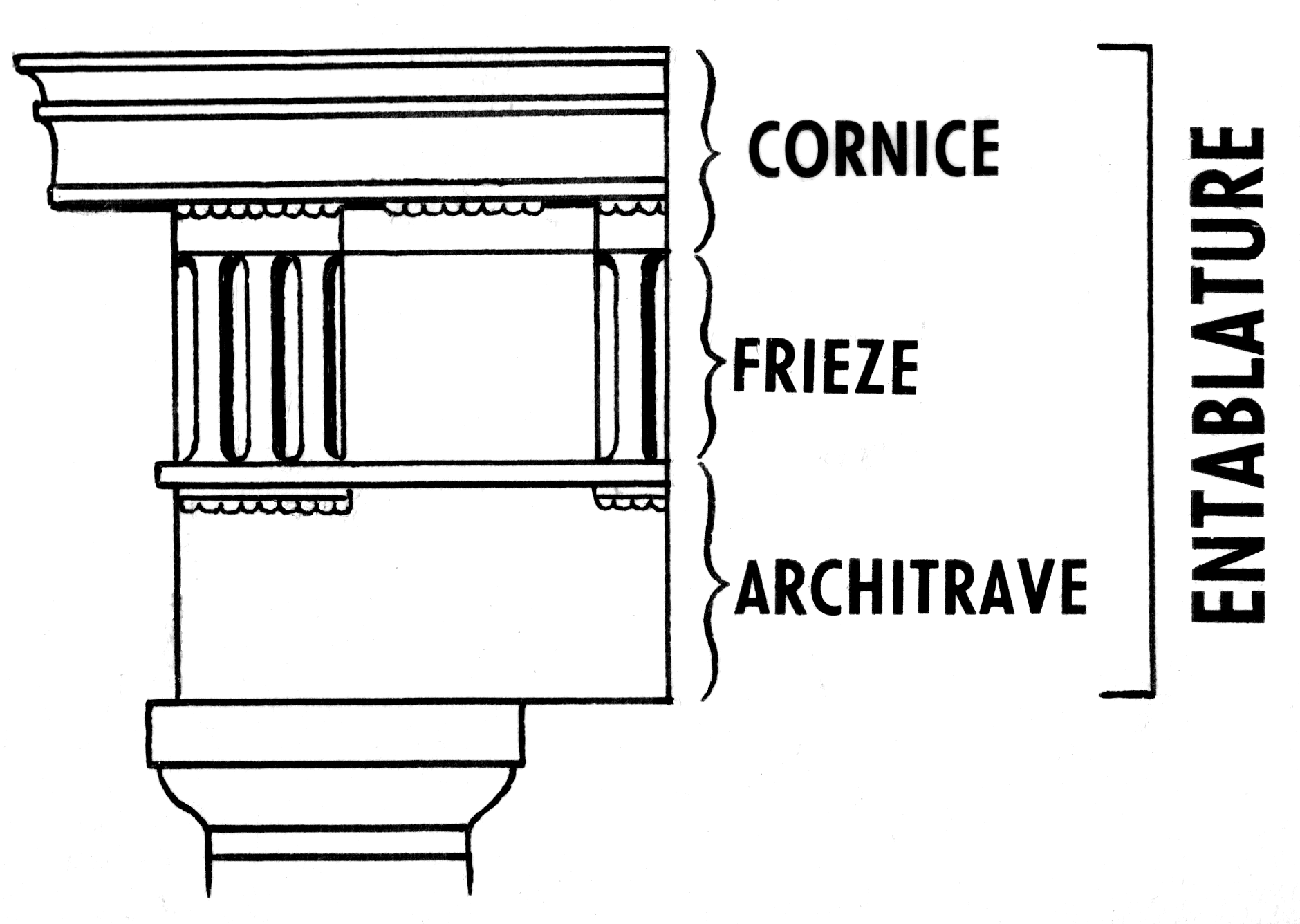
柱頭の上部エンタブラチュアの構造。上からコーニス、フリーズ、アーキトレーブ。

成形されたコーニスとフリーズ (左図参照) の上に浮かぶ円形のキューポラで照らされた階段は、屋根裏部屋に続いているため、エディンバラ新市街の邸宅の中では特別暗い。通常であればカンチレバー式の石段が2階、あるいは寝室フロアに繋がるのだが、ここでは、屋根裏部屋に続く木製の階段が食器棚のような配置で備えられえている。最上階の階段はおそらく、フォース湾を一望できる素晴らしい北側の景観を活用するために、ビュート・ハウスの最上階にビリヤード室を作ることを望んだミッチェル・ミッチェル＝トムソンの要請で、1889年にトマス・リードベターにより追加された。
1階の暗さを和らげるために、壁は2001年に従来通りとても明るい黄色がかった灰色 (stone colour) で塗りなおされた。バラスターは18世紀後半の作法通り、白色で塗装され直した。過去の全てのスコットランド首相の写真が1階の吹き抜けの壁に飾られている。階段の下にある大きな振り子時計 (longcase clock) は、1970年にダンディーのジェームズ・アイボリーによりビュート・ハウスに寄贈されたものである。

### ドローイング・ルーム

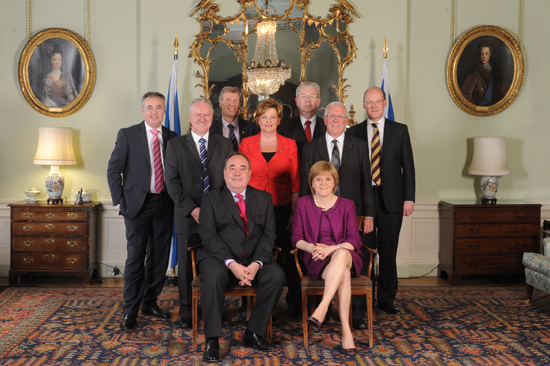
スコットランド首相
アレックス・サモンド (前列左) と閣僚。2011年　ドローイング・ルーム

ドローイング・ルーム  にはオリジナルの左官仕事 (plasterwork) による精巧な天井の装飾があり、フリーズ にも同じフェストゥーン  が施されている。1923年、第4代ビュート侯爵 (英語版) とバルフォア・ポール (英語版) は、同じアダム様式 (英語版) の新しいドア枠 (door case) と、フリーズ に対応したヴィーナスとキューピッドと花瓶が描かれた銘板を中央にあしらったマントルピース  を導入することで、この天井をさらに際立たせた。新しい1枚式のドアは19世紀の2枚式ドアに取って替わり、ビュート・ハウスの前方のこの大きなドローイング・ルームに取り付けられ、現在は閣議室となっている後方のドローイング・ルームに続いている。現在のドローイング・ルームに緑色の配色が採用されたのは、ダマスク織のカーテンがつけられた1985年からである。
フランス製のシャンデリアは、ビュート家の素晴らしい財産の中でも3本の指に入るもので、相続税の支払いに代えて財務省が受け入れを承諾し、その後邸宅とともにナショナル・トラスト・スコットランドの管理下に移管された。北側の壁にある全身の肖像画は、アラン・ラムゼイ作の第3代ビュート伯爵ジョン・ステュアートのもので、彼はイギリス首相になった初めてのスコットランド人であった。この肖像画は長い間ラムゼイ・スタジオによる複写であると考えられていたが、現在では1758年に後のジョージ3世となるプリンス・オブ・ウェールズが1758年に委託した、オリジナルであることが認められている。
この部屋にある他の絵画は、スコットランド国立美術館 (英語版) から貸し出されている。現代のシルバー作品のミレニアム・コレクションは金細工職人 (goldsmith) の組合から委託されたものであり、現在はスコットランド・ゴールドスミス・トラストにより所有されている。このコレクションは1999年のスコットランド議会の復活を記念して作られたもので、スコットランドの銀細工職人の高品質な技能を喧伝するために、スコットランド首相に永久に貸与されている。美しい金色のロココ調によるカクテルグラスは、ロンドンの高級家具師、ジョン・マッキーの作品である。18世紀の鏡は元々バンフシャー (英語版) にあるダフ・ハウス (英語版) のドローイング・ルームのために作られた。東の壁にあるマホガニー材の大きな書棚には、ビュート・ハウスのガラスコレクションが陳列されている。これは、ハロルド・ゴードンにより、スコットランドの鳥や野生の花の彫刻が施されたものである。

### 閣議室

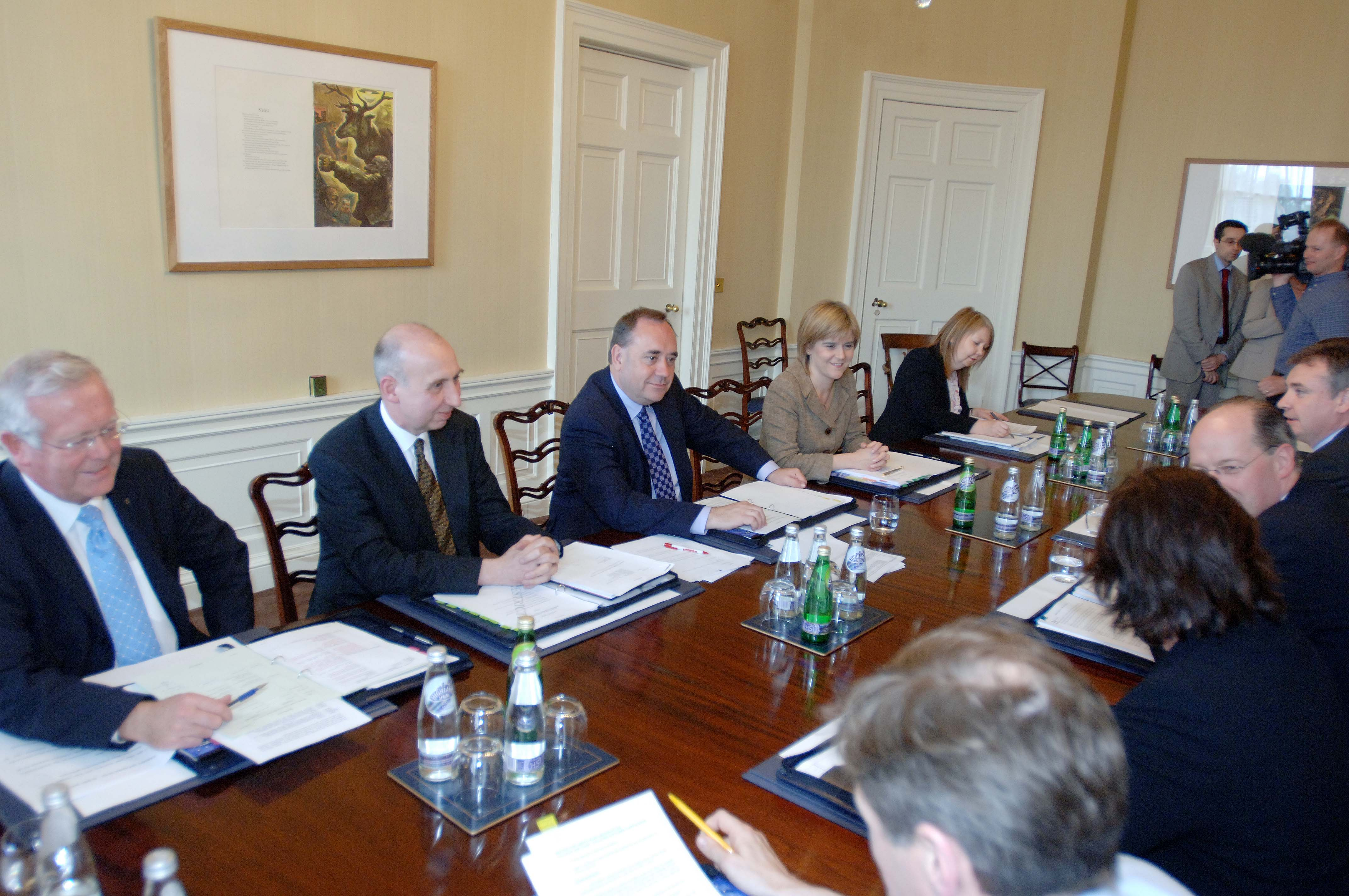
閣議室　2007年

1970年にビュート・ハウスがスコットランド大臣公邸となったとき、この部屋は図書館か大臣の私的調査用の部屋とされていた。1999年にスコットランド政府が発足し、閣議室となった。この部屋の元々の外観は、茶褐色のマントルピース  を始めとした趣きのある配色で、全ての歴代スコットランド大臣の肖像画付きのハリー・モア・ゴードンの対談集に掲載されている。この部屋にはオリジナルのコーニスは残っているが、マントルピースと南側の壁の形状は、前方のドローイング・ルームに続く19世紀の2枚式ドアに取って代わられたもので、1923年に第4代ビュート侯爵とバルフォア・ポールが導入したものである。
コリン・マックウィリアム (英語版) がこの部屋のために、ジェームズ・タッシー (英語版) 作によるロバート・アダムのメダリオン  のコピーを組み込んだ、机と書棚を製作した。現代的に再現されたジョージアン様式  のラダーバック・チェア  がビュート・ハウスの既存のダイニング・チェアを補完している。シャンデリアは元々ビュート・ハウスの1階のダイニング・ルームにあったもので、現在はナショナル・トラスト・スコットランドの所有である。